# Anthony John Denison
Anthony John Denison, właściwie Anthony John Sarrero (ur. 20 września 1949 w Nowym Jorku) – amerykański aktor telewizyjny, teatralny i filmowy.

## Życiorys
Urodził się i dorastał w nowojorskim Harlemie jako najstarsze z trojga dzieci emigrantów z Sycylii. Pracował jako stolarz, pracownik budowlany, redaktor prasowy, agent ubezpieczeniowy sprzedający ubezpieczenia na życie w John Hancock Insurance w Poughkeepsie i szofer, zanim rozpoczął swoją przygodę z aktorstwem i reżyserstwem na scenie teatru non-profit w miasteczku New Paltz, w Nowym Jorku. Uczęszczał na Uniwersytet Stanowy Nowego Jorku.
Swój pseudonim artystyczny, 'Denison', przyjął w 1979 od nazwiska matki chrzestnej. Po raz pierwszy na dużym ekranie pojawił się w komedii Kelnerka (Waitress!, 1982) z Huntem Blockiem. Zdobył uznanie magazynu „Time” jako „najlepszy czarny charakter telewizyjny w latach 80.” w serialu NBC Crime Story (1986-1988) jako szef mafii Ray Luca. Telewidzowie znają go także z roli agenta Johna Henry’ego Raglina przenikający skorumpowany Nowy Jork w serialu kryminalnym CBS Cwaniak (Wiseguy, 1988-1989). 
W melodramacie telewizyjnym Ofiara niewinności (The Girl Who Came Between Them, 1990) z Cheryl Ladd zagrał amerykańskiego weterana wojny wietnamskiej nękanego poczuciem winy z powodu przygody miłosnej z młodą Wietnamką. Był jednym z bohaterów telewizyjnej ekranizacji bestsellerowej powieści Jackie Collins Lady Boss (1992).

## Filmografia
- Niebezpieczne ujęcia (Under Cover, 1991)
- SeaQuest (SeaQuest DSV, 1994)
- Najemnicy (Men of War, 1994)
- Melrose Place (1997)
- Czarodziejki (Charmed, 1998)
- Strażnik Teksasu (Walker, Texas Ranger, 2000)
- JAG – Wojskowe Biuro Śledcze (JAG, 2002–2005)
- Ostry dyżur (ER, 2004)
- CSI: Kryminalne zagadki Las Vegas (2005)
- Podkomisarz Brenda Johnson (The Closer, 2005) jako detektyw Andy Flynn
- Skazany na śmierć (Prison Break, 2006) jako Aldo Burrows